# Datsan
Datsan (Russisch: Дацан) is in Rusland de benaming voor boeddhistische universiteitskloosters van de Tibetaanse gelugtraditie. Deze bevinden zich voornamelijk in Oost-Siberië. Volgens de regels bevinden zich binnen datsanen twee afdelingen; een filosofische en een medische, waaraan soms de afdeling van de tantrische praktijken wordt toegevoegd, waar monniken alleen kunnen studeren na het afronden van hun studies in de filosofische afdeling. In het Rusland van voor de 20e eeuw bestonden datsanen traditioneel alleen in Boerjatië en Transbaikalië.

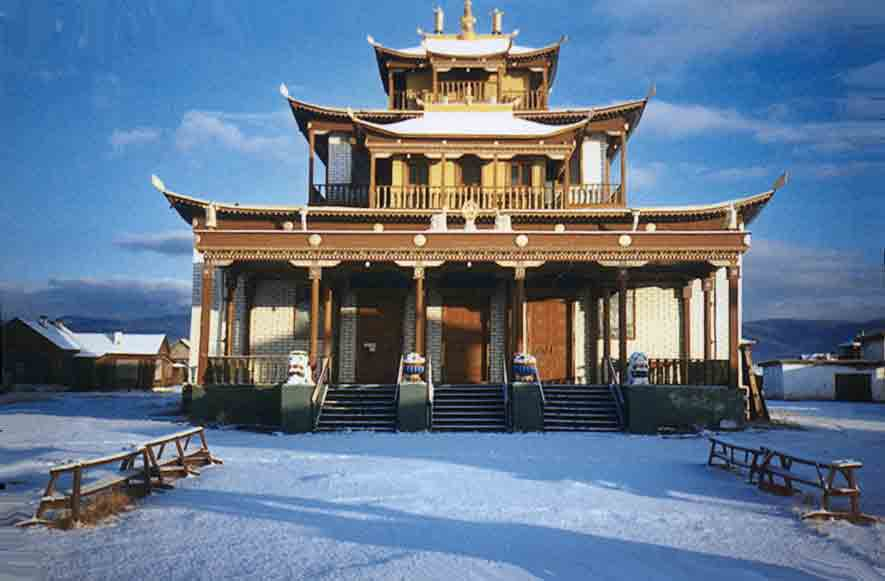
Datsan Ivolginski

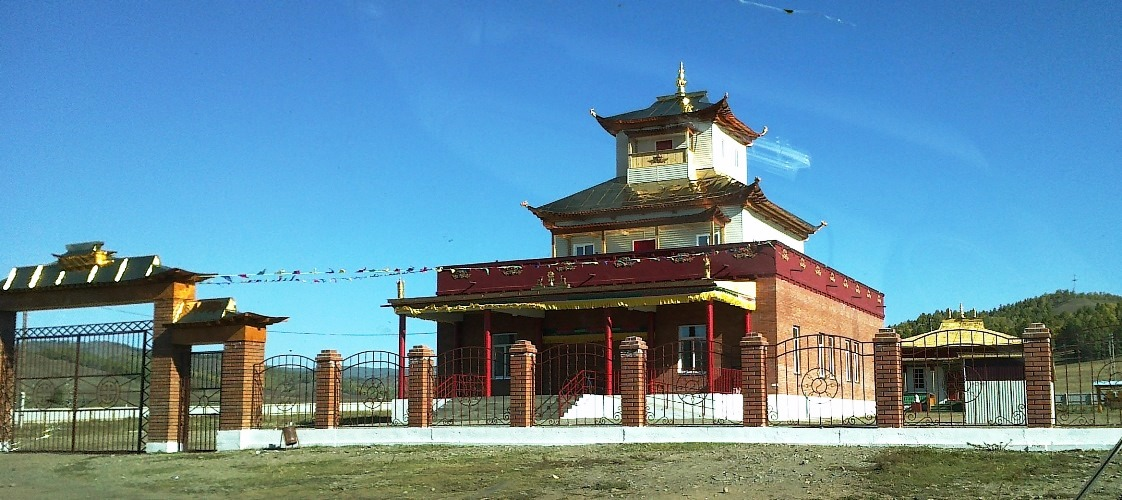
Datsan Ust-Burgaltaski, Buryatia, Rusland

Datsanen kregen in 1734 officiële erkenning binnen het Russische Rijk. Bij een statuut uit 1853 werden 34 datsanen erkend: 2 in het gouvernement Irkoetsk en 32 in het gouvernement Transbaikal. De eerste datsan in Europa was de datsan Goenzetsjojnej. Deze werd tussen 1903 en 1913 gebouwd in de hoofdstad Sint-Petersburg en begon officieel op 2 februari 1913.
Tussen 1927 en 1938 werden door de atheïstische sovjets alle bestaande 47 datsanen uit Boerjatië en Transbaikalië gesloten of verwoest. In 1945 werd de eerste en enige datsan uit de hele Sovjet-Unie; datsan Ivolginski geopend in Oelan-Oede en een aantal jaar later hervatte de datsan Aginski in Aginskoje haar werkzaamheden. Pas in 1991 werden de volgende datsanen geopend.

## Lijst van datsanen in Rusland
- datsan Aginski (Агинский Дацан) in Aginskoje
- datsan Aninski (Анинский дацан) in Ana
- datsan Baldan Brejboen (Дацан Балдан Брэйбун) in Moerotsji
- datsan Chambyn Choere (Улан-Удэнский Дацан Хамбын Хурэ) in Oelan-Oede
- datsan Chojmorski (Хойморский дацан) in Arsjan
- datsan Egitoejski (Эгитуйский Дацан) in Egitoej
- datsan Ivolginski (Иволгинский Дацан) in Verchnjaja Ivolga
- datsan Kizjinginski (Кижингинский Дацан) in Kizjinga
- datsan Koeroemkanski (Курумканский Дацан) in Koeroemkan
- datsan Kyrenski (Кыренский дацан) in Kyren
- datsan Oegdanski (Угданский дацан)
- datsan Oest-Ordynski (Усть-Ордынский (Абатанатский) дацан) in Oest-Ordynski
- datsan Okinski (Окинский дацан) in Orlik
- datsan Sanaginski (Санагинский  Дацан) in Sanaga
- datsan Sartoeoel Gegetoej (Сартуул Гэгэтуйский Дацан) in Gegetoej
- datsan Tamtsjinski (Тамчинский дацан) in Goesinoje Ozero
- datsan Toegnoejski (Тугнуйский дацан) in Moechorsjibir
- datsan Tsjesanski (Чесанский дацан) in Tsjesan
- datsan Tsoegolski (Цугольский дацан) in Tsoegol
- datsan Goenzetsjojnej datsan (Дацан Гунзэчойнэй) in Sint-Petersburg